# Homogyne alpina
Homogyne alpina (copa de duende) es una planta de la familia de las asteráceas.

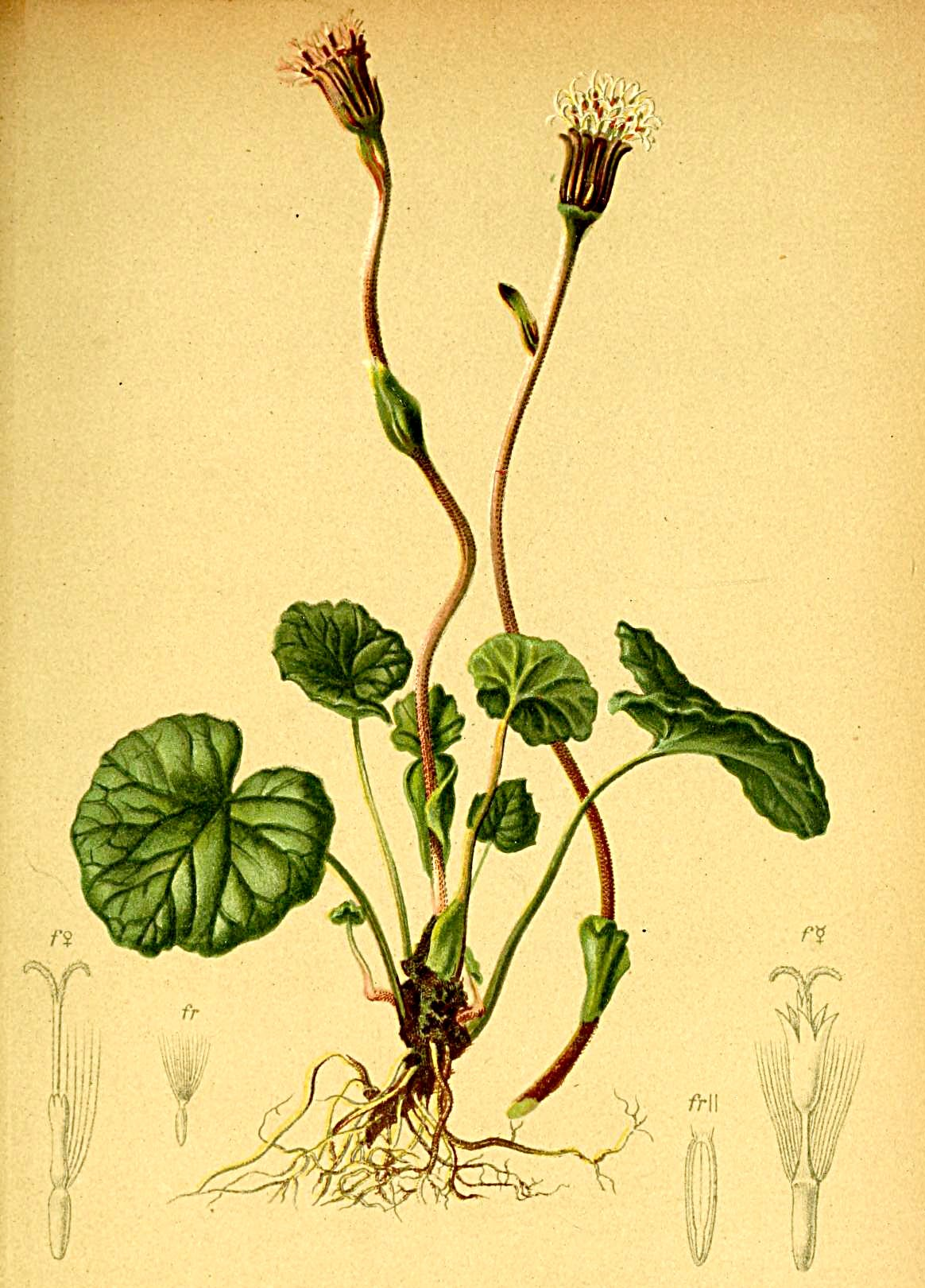
Ilustración

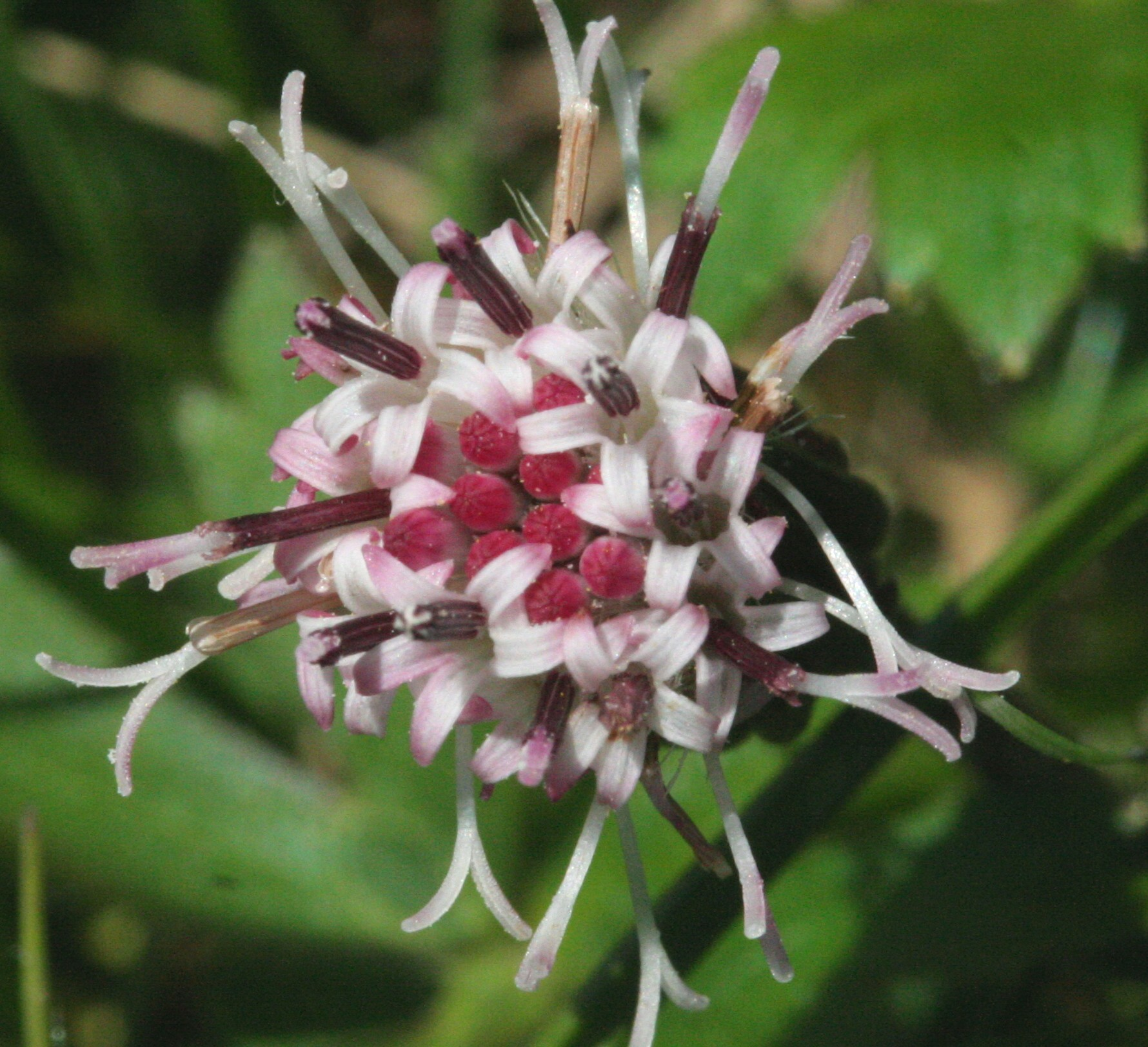
Flor

## Descripción
Planta perenne, rastrera baja, de hojas en su mayoría basales, y tallos de 10-40 cm, cada uno terminado en un capítulo rojo amoratado de 1-1,5 cm de diámetro. Hojas redondeadas de base cordiforme, dentadas, de pelos delgados en los nervios de debajo, amoratadas y de largo pecíolo. Capítulos en hilera externa de flores con lóbulos cortos, las flores internas tubulares, brácteas involucrales lineal lanceoladas, amoratadas, tomentosas. Florece desde finales de primavera y en el verano.

## Hábitat
Lugares húmedos, a la sombra en montañas.

## Distribución
Montañas del oeste, centro y sur de Europa, desde el centro de Francia y los Sudetes hasta los Pirineos, Apeninos y sur de Bulgaria. En España solo aparece en los Pirineos y es muy escasa en la cordillera Cantábrica.

## Taxonomía
Homogyne alpina fue descrita por Alexandre Henri Gabriel de Cassini y publicado en Dict. Sci. Nat., ed. 2. [F. Cuvier] 21: 412. 1821
Sinonimia
- Homogyne alpina subsp. alpina
- Tussilago alpina L.
- Tussilago sylvestris Scop.[5]